# Навицкене, Моника
Моника Навицкене (лит. Monika Navickienė; род. 25 июня 1981, Тельшяй) — литовский политический и государственный деятель. Член президиума и заместитель председателя партии «Союз Отечества — Литовские христианские демократы» (TS-LKD). В прошлом — министр социального обеспечения и труда Литвы (2020—2024). Депутат Сейма Литвы с 2016 года.

## Биография
Родилась 25 июня 1981 года в городе Тельшяй.
В 1999 году окончила гимназию имени Жемайте в городе Тельшяй. В 2003 году окончила Вильнюсский университет, получила степень бакалавра по философии. В 2005 году окончила магистратуру Университета имени Миколаса Ромериса по налоговому администрированию.
В 2004—2011 годах работала в частном секторе на различных должностях — от менеджера до руководителя компании: UAB Actualis (ныне UAB Actualis, поставщик ортопедических и реабилитационных услуг), директор вильнюсского филиала; UAB Raminora (Spa Vilnius), руководитель отдела кадров, заместитель директора СПА-центра; Ассоциация учреждений здравоохранения курорта Друскининкай (Druskininkų kurorto sveikatingumo įstaigų asociacija), внутренний куратор проекта; UAB MndM Concept (ныне UAB Adcrent), директор; UAB Adcrent, директор.
С 2011 года — член партии Союз Отечества — Литовские христианские демократы (TS-LKD). Координатор кампании TS-LKD на парламентских выборах 2012 года. В 2013—2016 годах — исполнительный секретарь TS-LKD. С 2013 года — член президиума и совета TS-LKD. На съезде в 2017 году утверждена заместителем председателя партии.
С 2012 года — помощник депутата Сейма Литвы. По результатам парламентских выборов 2016 года избрана депутатом Сейма Литвы в округе Науйойи-Вильня (№10). Была членом Комитета по социальным вопросам и труду. Переизбрана на выборах 2020 года. Член Комитета по здравоохранению.
11 декабря 2020 года получила портфель министра социального обеспечения и труда Литвы в правительстве под руководством премьер-министра Ингриды Шимоните. 12 июня 2024 года подала в отставку и 13 июня была освобождена от должности.
Навицкене — одна из авторов нового символа Дня защитников свободы (13 января) — голубой незабудки, используемого с 2015 года. В 2016 году реализовала проект «Беру и делаю» (Imuosi ir darau), в ходе которого помогла нескольким людям решить проблемы, связанные с услугами, предоставляемыми госсектором.
Помимо родного языка владеет английским, русским и немецким языками.

## Личная жизнь
Замужем. Муж — Миндаугас Навицкас (Mindaugas Navickas), дочери Эльжбета (Елизавета, Elžbieta) и Патриция (Patricija).